# Teuthowenia
Teuthowenia es un género de cránquidos de la subfamilia Taoniinae. Los miembros de este género se caracterizan por su hábitat en las aguas profundas, sus cuerpos transparentes y la capacidad de llenarse de agua para volverse más grandes cuando se ven amenazados. Cada especie conocida tiene una glándula digestiva visible, que tiene un propósito similar al del estómago y el hígado.
El género contiene especies bioluminiscentes.
Incluye tres especies:
- Teuthowenia maculata (Leach, 1817) - se encuentra en las aguas tropicales del Océano Atlántico oriental.
- Teuthowenia megalops (Prosch, 1849) - se encuentra en las aguas subárticas, templadas y (rara vez) en las aguas subtropicales del Océano Atlántico norte.
- Teuthowenia pellucida (Chun, 1910) - se encuentra en todos los océanos del hemisferio sur.